# Nyina Antonyivna Bocsarova
Nyina Antonyivna Bocsarova, ukránul: Ніна Антонівна Бочарова (Szuprunovka, 1924. szeptember 24. – Róma, Olaszország, 2020. augusztus 30.) olimpiai bajnok szovjet-ukrán tornász.

## Pályafutása
Az 1930-as évek végén kezdett tornázni. 1949-ben és 1951-ben két-két szovjet bajnoki címet nyert. 1948 és 1954 között a szovjet válogatott keret tagja volt. Részt vett az 1952-es helsinki olimpián, ahol gerendán és csapatban arany-, egyéniben és kéziszercsapatban ezüstérmet szerzett. Az 1954-es római világbajnokságon csapatversenyben szerzett aranyérmet társaival. Visszavonulása után tornaedzőként tevékenykedett Kijevben.

## Sikerei, díjai
- Olimpiai játékok
  - aranyérmes (2): 1952, Helsinki (gerenda, csapat)
  - ezüstérmes (2): 1952, Helsinki (egyéni, kéziszercsapat
- Világbajnokság
  - aranyérmes: 1954 (csapat)
- Szovjet bajnokság
  - bajnok (4): 1949 (egyéni, gerenda), 1951 (gerenda, felemás korlát)